# Digitaria nonobotrys
Digitaria nonobotrys là một loài thực vật có hoa trong họ Hòa thảo. Loài này được (Van der Veken) Clayton mô tả khoa học đầu tiên năm 1974.